# Bisbat de Chartres

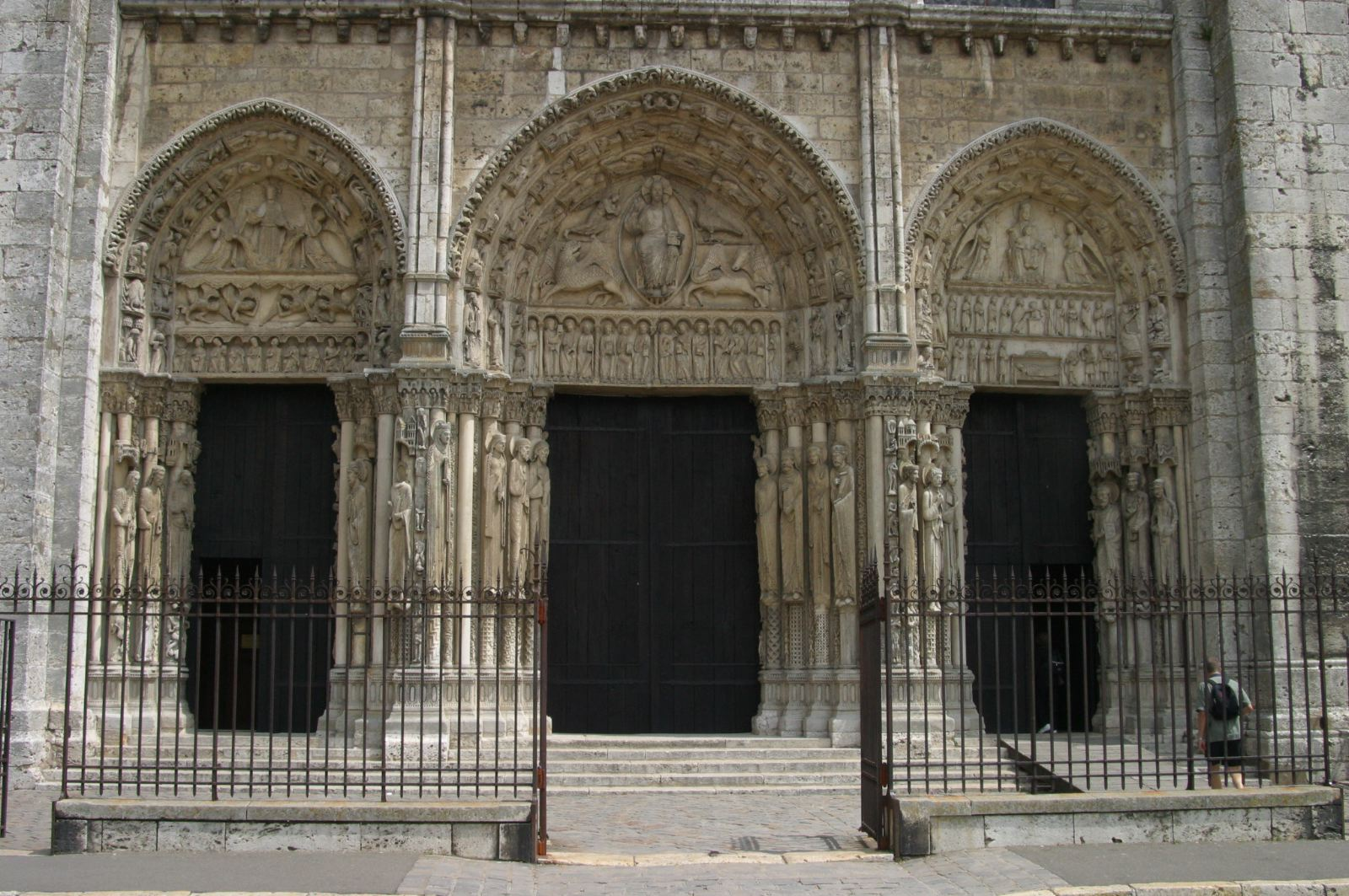
Porta occidental de la catedral de Chartres.

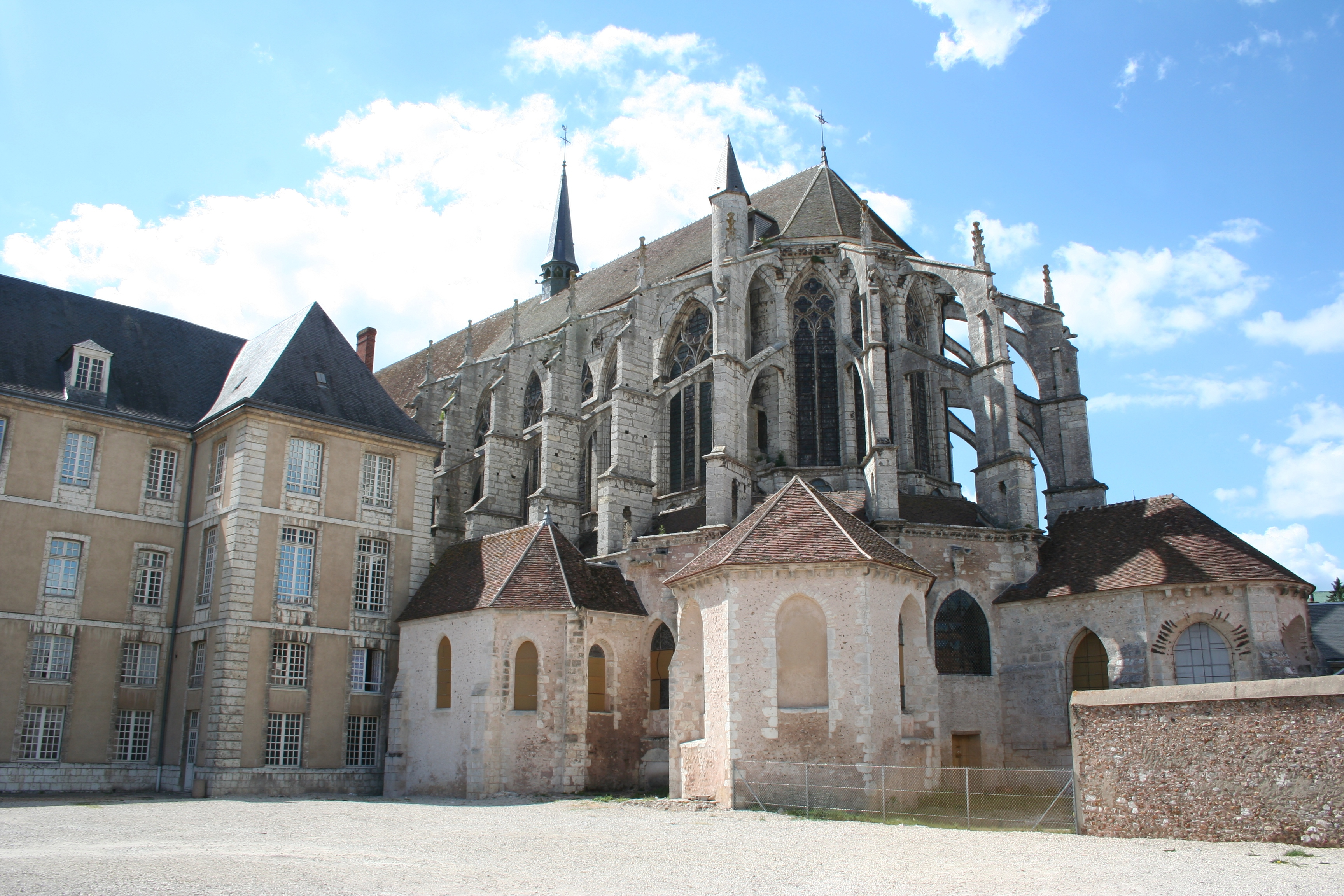
L'església de Saint-Pierre a Chartres, que abans de la revolució formava part de l'abadia Saint-Père-en-Vallée, fundada el.

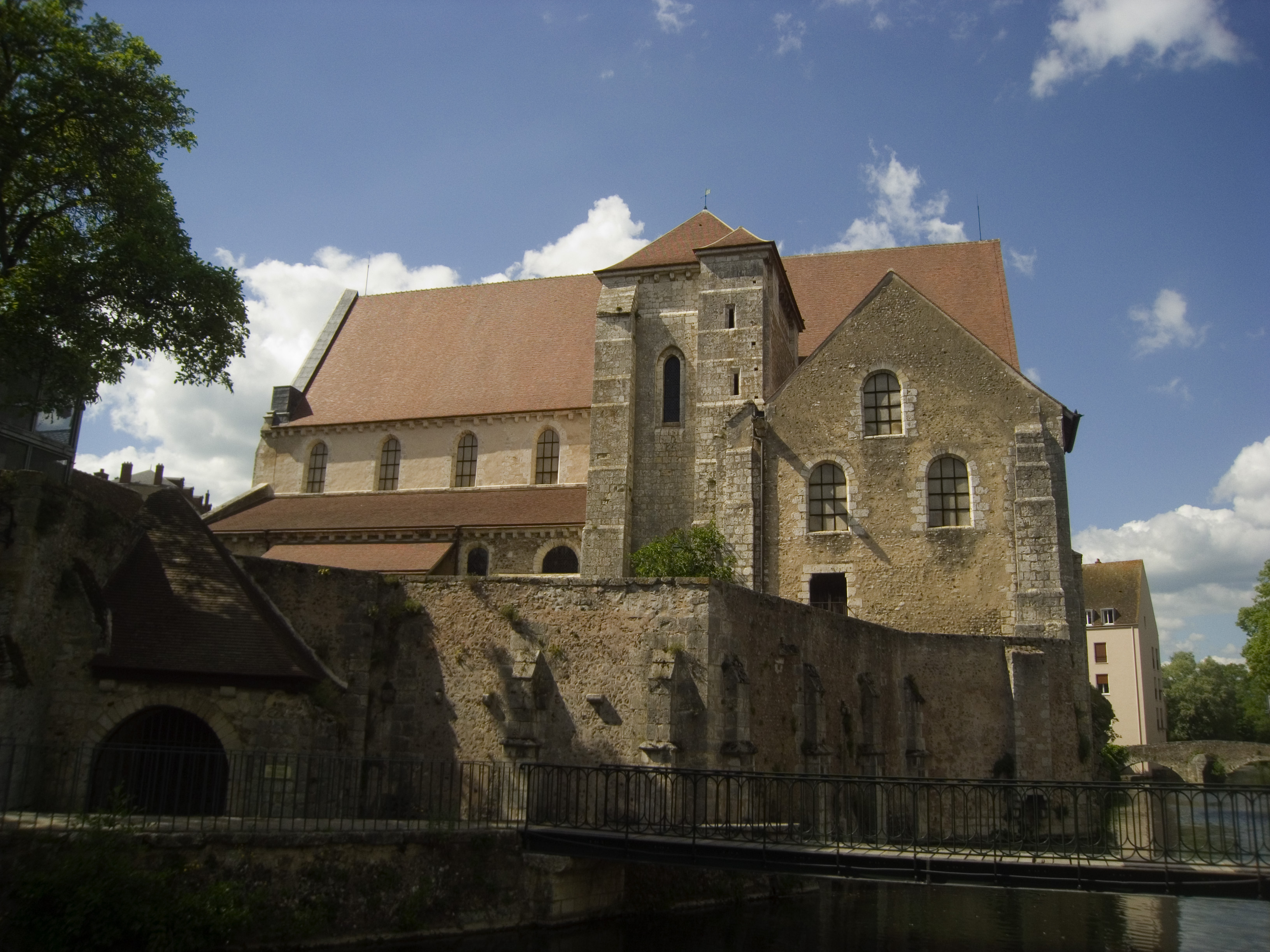
L'església col·legiata de Saint-André a Chartres, exemple d'arquitectura romànica del.

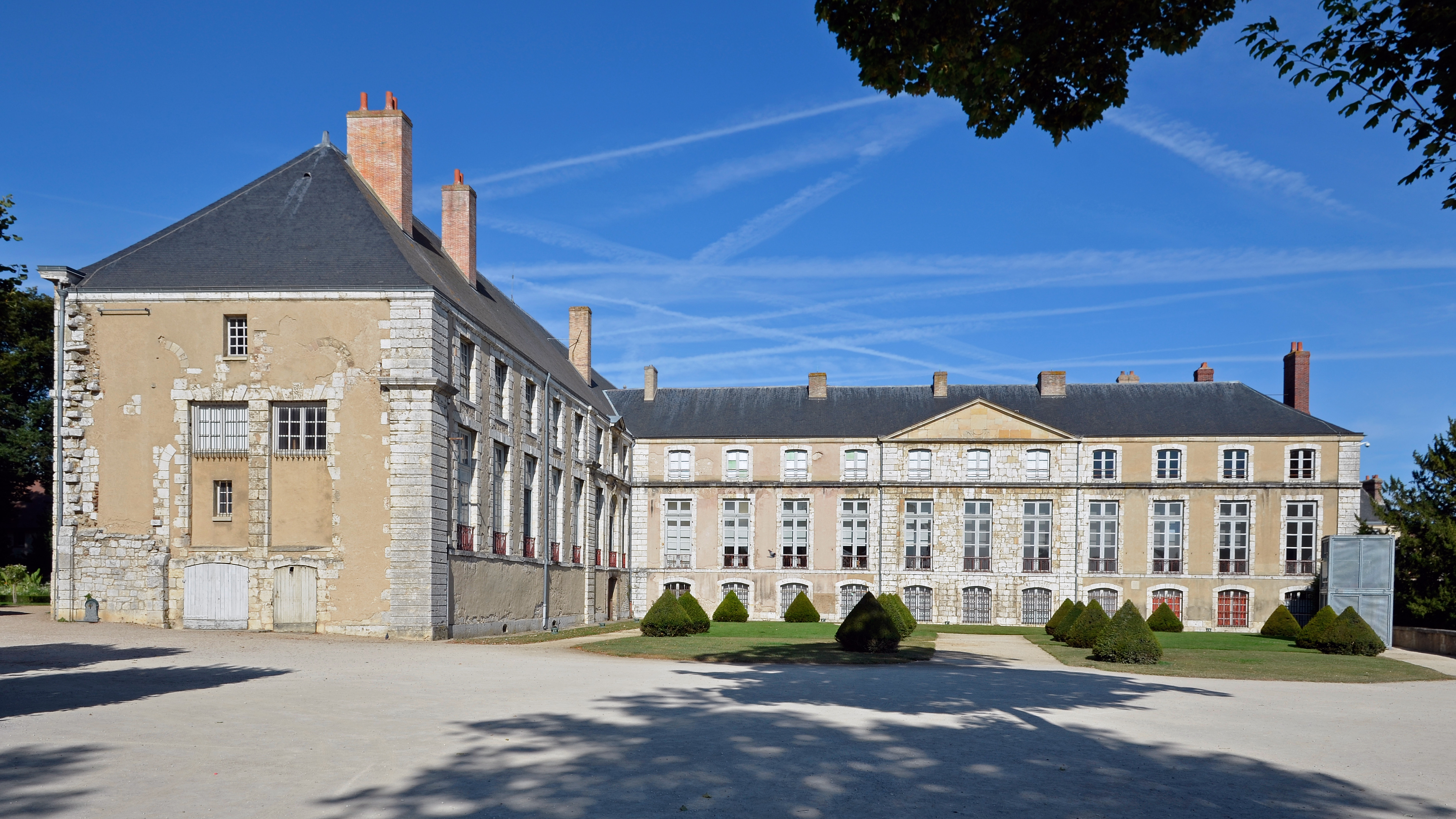
L'antic palau episcopal de Chartres del, que va ser la residència episcopal fins al 1905, avui allotja el museu de Belles Arts de la ciutat.

El bisbat de Chartres (francès: Diocèse de Chartres, llatí: Dioecesis Carnutensis) és una seu de l'Església Catòlica a França, sufragània de l'arquebisbat de Tours. Al 2013 tenia 298.000 batejats sobre una població de 427.800 habitants. Actualment està regida pel bisbe Philippe Christory.

## Territori
La diòcesi comprèn el departament francès de l'Eure-et-Loir.
La seu episcopal és la ciutat de Chartres, on es troba la catedral de Nostra Senyora. La catedral és el monument més famós de Chartres i és considerada un dels edificis gòtics més perfectes.
El territori s'estén sobre 5.940 km², i està dividit en 79 parròquies, agrupades en 7 vicariats: Beauce, Chartres, Drouais, Dunois, Forets, Perche i Valle dell'Eure.

## Història
Segons alguna llegenda medieval, un antic lloc de culte druídic del segle i aC està en l'origen de la devoció mariana a la regió de Chartres, el que va facilitar l'evangelització del territori assignat, també d'acord amb la tradició, als sants i Eodald i Altí, enviats per sant Savinià de Sens. La diòcesi està testificada des del segle iv: un bisbe anomenat Valentí de Chartres va ser testimoni dels miracles realitzats per Martí de Tours cap a finals del segle; un altre bisbe, Avventino, va participar en el concili d'Orléans el 511.
Autricum, capital del poble celta dels carnuts, era una civitas de Gàl·lia Lugdunensis quarta (o Senonia), com ho demostra la Notitia Galliarum de principi del segle v. Tant des del punt de vista religiós, com a civil, Chartres depenia de la província eclesiàstica de l'arxidiòcesi de Sens, la seu metropolitana provincial.
A la segona meitat del segle vi, en l'època del bisbe Pappolo, el rei merovingi Sigebert I va intentar crear una nova diòcesi a la part austrasiana de la diòcesi de Chartres, amb seu a Châteaudun al pagus Dunensis, nomenant bisbe el capellà Promoto. Aquest intent secular va ser desaprovat pel Concili de París de 573; no obstant això Promoto va romandre inalterat a la seva seu fins a la mort del rei (575).
A l'edat mitjana, Chartres era seu d'una important escola d'estudis de filosofia i teologia, sorgida al segle xi per iniciativa del bisbe Fulbert, va continuar fins al segle posterior, tenint com al desenvolupament del programa de la teologia cristiana a través de l'ús de la filosofia de Plató en el marc del sistema educatiu de l'escolàstica medieval. Entre els mestres de l'escola de Chartres s'inclouen Bernat, Iu, Teodoric, Guillem de Conches, Gilbert de Poitiers i Joan de Salisbury.
Entre els segles XII i xiii es va construir la catedral, una de les meravelles del gòtic francès i patrimoni de la humanitat, consagrada solemnement el 17 d'octubre de 1260. El 27 de febrer de 1594 en aquesta catedral va ser consagrat rei de França Enric IV.
El 20 d'octubre de 1622, la diòcesi de Chartres passà a formar part de la província eclesiàstica de l'arxidiòcesi de París.
El 25 de juny de 1697 va cedir una part del seu territori en benefici de l'erecció de la diòcesi de Blois.
Entre els bisbes de la Contrareforma que es van distingir en l'aplicació dels decrets del Concili de Trento, incloent Ferran de Neufville, que va fundar el seminari major en 1659, Paul Godet des Marais, que va erigir quatre seminaris menors, i que juntament amb el seu successor Montiers de Mérinville va lluitar amb força contra el jansenisme.
A l'inici de la revolució, Chartres comprenia més de 800 parròquies, de les quals només 11 es trobaven a la ciutat episcopal, dividides en 7 ardiaconats i 14 deganats; Bonifaci VIII havia estat arquidiaca de Pincerais abans d'esdevenir papa i fins i tot Martí V havia estat canonge a Chartres. La diòcesi també incloïa 13 esglésies col·legiades, 22 abadies (14 masculines i 8 femenines) i molts convents i monestirs de diferents ordes i congregacions religioses.
Després del concordat amb la butlla Qui Christi Domini del Papa Pius VII del 29 de novembre de 1801, la diòcesi va ser suprimida i fusionada amb la de Versalles.
El concordat de 1817 preveia el restabliment de la diòcesi; per aquest motiu va ser nomenat bisbe Jean-Baptist-Marie-Anne-Antoine de Latil. No obstant això, el Parlament de París no va ratificar el concordat, de manera que el nou bisbe no va poder prendre possessió de la seu fins al 1822.

De fet, 6 d'octubre de 1822, en virtut de la butlla Paternae caritatis del mateix Papa Pius VII, es va restablir la diòcesi de Chartres, amb territori desmembrat de la diòcesi de Versalles, i se sotmeté a la metròpoli de París.
El 9 d'octubre de 1966 es va convertir en sufragània de l'arxidiòcesi de Bourges. No obstant això, el 8 de desembre de 2002, amb la reorganització dels districtes eclesiàstics francesos, Chartres canvià de província eclesiàstica, esdevenint sufragània de l'arxidiòcesi de Tours.

## Cronologia episcopal
El catàleg episcopal més antic de Chartres es troba en un manuscrit de l'abadia de la Santíssima Trinitat de Vendôme; de primera mà arribà al bisbe Agobert (1060), i va continuar fins a Renaud de Bar (†1217).
- Avvento †
- Optato †
- Valentino † (citat el 395 aproximadament)[6]
- Sant Martino †[7]
- Sant Aniano †[8]
- Severo †
- Castore †
- Africano †
- Possessore †
- Policronio †
- Palladio †
- Arbogasto †[9]
- Flavio †
- Sant Solenne †
- Sant'Avventino † (citat el 511)
- Eterio † (abans de 533 - després de 541)
- Sant Leobino † (abans de 549 - després de 552)
- Sant Caletrico † (abans de 557 - després de 567)
- Pappolo † (abans de 573 - després de 585)
- Sant Boetario † (entre els segles vi i vii)
- Magnobodo †
- Sigoaldo †
- Mainulfo †
- Tebaldo † (citat el 614)
- Bertegisilo † (citat el 627)
- Sant Malardo † (abans de 637 o 638 - després de 650)
- Gausberto † (abans de 660 - després de 667)
- Crodoberto †[10]
- Deodato †
- Domo †
- Promo †[11]
- Bertario †
- Bertegrano †
- Aimino †
- Agirado † (abans de 688/689 - després de 696/697)
- Agazio †
- Leoberto † (citat el 723)
- Ado †
- Flaviano †
- Godessaldo †
- Bernoino † (abans de 829 - després de 836)
- Elia † (abans de 845 - 853[12])
- Burcardo † (abans de novembre de 853 - després de 854)
- Frotboldo † (abans de juliol de 856 - 12 de juny de 857 mort)
- Gisleberto † (abans de 859 - després de 878)
- Aimone † (citat el 885)
- Girardo † (citat el 886 o 887)
- Aimerico † (abans de 890 - després de 891)
- Gantelmo † (abans de 898 - després de 911)
- Aganone † (abans de 931 - després de 940)
- Ragenfredo † (citat el 949/950)
- Arduino †
- Vulfaldo † (abans de 962 - 30 de setembre de 967 mort)
- Odo † (968 - 25 d'agost de 1003 o 1004 mort)
- Rodolfo † (? - de juliol de vers 1007 mort)
- Sant Fulbert de Chartres † (1007 - 10 d'abril de 1028 o 1029 mort)
- Thierry † (1029 - 16 d'abril de 1048 mort)
- Agobert † (abans de 1052 - després de 1060)
  - Hildegaire[13] † (? - 1063 deposat) (intrús)
- Robert de Tours † (abans de 1067 - 23 de desembre de 1069 mort)
- Arrald † (abans de desembre de 1070 - 10 de febrer de 1075 mort)
- Robert de Grandmesnil † (abans de 6 d'abril de 1075 - abril de 1076 deposat)
- Geoffroy † (30 de juliol de 1077 - 1089 deposat)
- Sant Yves † (23 de novembre de 1090 - 23 de desembre de 1115 mort)
- Geoffroy de Lèves † (24 de gener de 1116 - 24 de gener de 1149 mort)
- Gosselin de Lèves † (vers març de 1149 - 1 o 3 de febrer de 1155 mort)
- Robert † (abans d'octubre de 1156 - 23 de setembre de 1164 mort)
- Guillem de les Mans Blanques † (13 de gener de 1165 - 1168 nomenat arquebisbe de Sens)
  - Guillem de les Mans Blanques † (1168[14] - 1176 nomenat arquebisbe de Reims) (administrador apostòlic)
- Jean de Salisbury † (8 d'agost de 1176 - 25 d'octubre de 1180 mort)
- Pierre de Celle, O.S.B. † (abans d'octubre de 1181 - 20 de febrer de 1183 mort)
- Renaud de Bar † (1182 - 8 de desembre de 1217 mort)
- Gautier, O.S.B. † (1218 - 13 de desembre de 1234 mort)
- Hugues de La Ferté † (de desembre de 1234 - 8 d'agost de 1236 mort)
- Aubry Cornut † (1236 - 18 d'octubre de 1243 mort)
- Henri de Grez † (20 de maig de 1244 - 4 de desembre de 1246 mort)
- Mathieu des Champs † (abans d'abril de 1247 - 31 de desembre de 1259 mort)
- Pierre de Mincy † (12 de febrer de 1260 - 22 de març de o 22 d'abril de 1276 mort)
  - Sede vacante (1276-1280)
- Simon de Perruchay † (8 d'abril de 1280 - 28 d'octubre de 1297 mort)
- Jean de Garlande † (gener de 1298 - 1 d'octubre de 1315 mort)
- Robert de Joigny † (octubre de 1315 - 20 o 25 d'abril de 1326 mort)
- Pierre de Chappes † (21 de maig de 1326 - 18 de desembre de 1327 renuncià)
- Jean du Plessis-Pasté † (23 de desembre de 1327 - 30 de març de 1332 mort)
- Aymeric de Chalus † (13 de maig de 1332 - 20 de setembre de 1342 renuncià)
- Guglielmo Amici † (7 d'octubre de 1342 - 2 de març de 1349 nomenat patriarca de Jerusalem)
- Louis de Vaucemain † (2 de març de 1349 - 19 de gener de 1357 mort)
- Simon Lemaire, O.S.B. † (30 de gener de 1357 - 20 de juny de 1360 mort)
- Jean d'Anguerant † (21 de juliol de 1360 - 1368 nomenat bisbe de Beauvais)
- Guillaume de Chanac, O.S.B. † (22 de setembre de 1368 - 8 de gener de 1371 nomenat bisbe de Mende)
- Guérin d'Arcy † (8 de gener de 1371 - 10 d'agost de 1376 mort)
- Eblon du Puy † (10 de setembre de 1376 - 26 de febrer de 1380 mort)
- Jean Le Fèvre, O.S.B. † (5 de març de 1380 - 11 de gener de 1390 mort)
- Jean de Montaigu † (29 de gener de 1390 - 11 d'abril de 1407 nomenat arquebisbe de Sens)
- Martin Gouge de Charpaigne † (10 de març de 1408 - 15 de maig de 1415 nomenat bisbe de Clermont)
- Philippe de Boisgilon † (4 de setembre de 1415 - 21 de setembre de 1418 mort)
  - Giordano Orsini † (30 d'agost de 1419 - 19 de desembre de 1419 renuncià) (administrador apostòlic)
- Jean de Frétigny † (19 de desembre de 1419 - 25 de març de 1432 mort)
- Robert Dauphin, O.S.B. † (30 de maig de 1432 - 12 d'abril de 1434 nomenat bisbe d'Albi)
- Thibaut Lemoine † (21 d'abril de 1434 - 26 de juny de 1441 mort)
- Pierre de Comborn, O.Cist. † (18 d'agost de 1441 - 28 de gener de 1443 nomenat bisbe d'Évreux)
- Pierre Bèchebien † (28 de gener de 1443 - 19 de març de 1459 mort)
- Miles d'Illiers † (11 de setembre de 1459 - 3 de desembre de 1492 renuncià)
- René d'Illiers † (3 de desembre de 1492 - 8 d'abril de 1507 mort)
- Eberhard von der Mark † (5 de novembre de 1507 - 1525 renuncià)
- Louis Guillard † (29 de març de 1525 - 16 d'octubre de 1553 nomenat bisbe de Chalon)
- Charles Guillard † (2 d'octubre de 1553 - 11 de desembre de 1566 deposat)
  - Sede vacante (1566-1573)
- Nicolas de Thou † (8 d'abril de 1573 - 5 o 6 de novembre de 1598 mort)
  - Sede vacante (1598-1608)
- Philippe Hurault de Cheverny † (7 de gener de 1608 - 27 de maig de 1620 mort)
- Léonor d'Estampes de Valançay, O.S.B. † (17 d'agost de 1620 - 10 de novembre de 1642 nomenat arquebisbe de Reims)
- Jacques Lescot, O.S.A. † (22 de juny de 1643 - 22 d'agost de 1656 mort)
- Ferdinand de Neufville de Villeroy † (24 de setembre de 1657 - 8 de gener de 1690 mort)
  - Sede vacante (1690-1692)
- Paul Godet des Marais † (4 de febrer de 1692 - 26 de setembre de 1709 mort)
- Charles-François Des Montiers de Mérinville † (10 de març de 1710 - 10 de maig de 1746 mort)
- Pierre-Augustin-Bernardin de Rosset de Rocozel de Fleury † (19 de setembre de 1746 - 13 de gener de 1780 mort)
- Jean-Baptiste-Joseph de Lubersac † (20 de març de 1780 - 29 de novembre de 1801 renuncià)
  - Seu suprimida (1801-1821)
- Jean-Baptist-Marie-Anne-Antoine de Latil † (1 d'octubre de 1817 - 12 de juliol de 1824 nomenat arquebisbe de Reims)[15]
- Claude-Hippolyte Clausel de Montals † (12 de juliol de 1824 - 16 de desembre de 1852 jubilat)
- Louis-Eugène Regnault † (16 de desembre de 1852 - 3 d'agost de 1889 mort)
- François Lagrange † (30 de desembre de 1889 - 23 de juny de 1895 mort)
- Bon-Arthur-Gabriel Mollien † (25 de juny de 1896 - 28 de maig de 1904 mort)
- Henri-Louis-Alfred Bouquet † (21 de febrer de 1906 - 13 de març de 1926 mort)
- Raoul-Octove-Marie-Jean Harscouët † (21 de juny de 1926 - 18 d'octubre de 1954 mort)
- Roger Michon † (12 de febrer de 1955 - 6 de maig de 1978 mort)
- Michel Joseph Kuehn † (27 de juliol de 1978 - 6 d'abril de 1991 renuncià)
- Jacques Jean Joseph Jules Perrier (6 d'abril de 1991 - 30 de maig de 1997 nomenat bisbe coadjutor de Tarba)
- Bernard-Nicolas Jean-Marie Aubertin, O.Cist. (4 d'agost de 1998 - 23 de juny de 2005 nomenat arquebisbe de Tours)
- Michel Armand Alexis Jean Pansard (21 de desembre de 2005 - 1 d'agost de 2017 nomenat bisbe d'Évry-Corbeil-Essonnes)
- Philippe Christory, des del 2 de febrer de 2018

## Estadístiques
A finals del 2013, la diòcesi tenia 298.000 batejats sobre una població de 427.800 persones, equivalent al 69,7% del total.
| any  | població | població | població | sacerdots | sacerdots       | sacerdots       | sacerdots             | diaques | religiosos | religiosos | parròquies |
| ---- | -------- | -------- | -------- | --------- | --------------- | --------------- | --------------------- | ------- | ---------- | ---------- | ---------- |
| any  | batejats | total    | %        | total     | clergat secular | clergat regular | batejats por sacerdot | diaques | homes      | dones      |            |
| 1950 | 250.000  | 252.690  | 98,9     | 343       | 312             | 31              | 728                   |         | 74         | 722        | 377        |
| 1959 | 256.000  | 261.035  | 98,1     | 365       | 338             | 27              | 701                   |         | 92         | 615        | 388        |
| 1970 | 297.000  | 302.200  | 98,3     | 282       | 282             |                 | 1.053                 |         |            |            | 389        |
| 1980 | 326.000  | 346.000  | 94,2     | 231       | 212             | 19              | 1.411                 |         | 26         | 605        | 392        |
| 1990 | 331.000  | 371.000  | 89,2     | 166       | 159             | 7               | 1.993                 | 3       | 9          | 473        | 389        |
| 1999 | 358.700  | 405.000  | 88,6     | 115       | 101             | 14              | 3.119                 | 15      | 15         | 392        | 85         |
| 2000 | 361.000  | 407.665  | 88,6     | 120       | 100             | 20              | 3.008                 | 20      | 23         | 388        | 85         |
| 2001 | 361.000  | 407.665  | 88,6     | 117       | 96              | 21              | 3.085                 | 18      | 24         | 380        | 84         |
| 2002 | 285.000  | 407.665  | 69,9     | 107       | 89              | 18              | 2.663                 | 18      | 20         | 377        | 82         |
| 2003 | 285.000  | 407.665  | 69,9     | 105       | 89              | 16              | 2.714                 | 19      | 18         | 360        | 82         |
| 2004 | 285.000  | 407.665  | 69,9     | 103       | 86              | 17              | 2.766                 | 23      | 19         | 354        | 82         |
| 2006 | 287.000  | 409.600  | 70,1     | 104       | 84              | 20              | 2.759                 | 23      | 22         | 312        | 78         |
| 2013 | 298.000  | 427.800  | 69,7     | 86        | 62              | 24              | 3.465                 | 25      | 75         | 223        | 79         |